# Estación Haruka

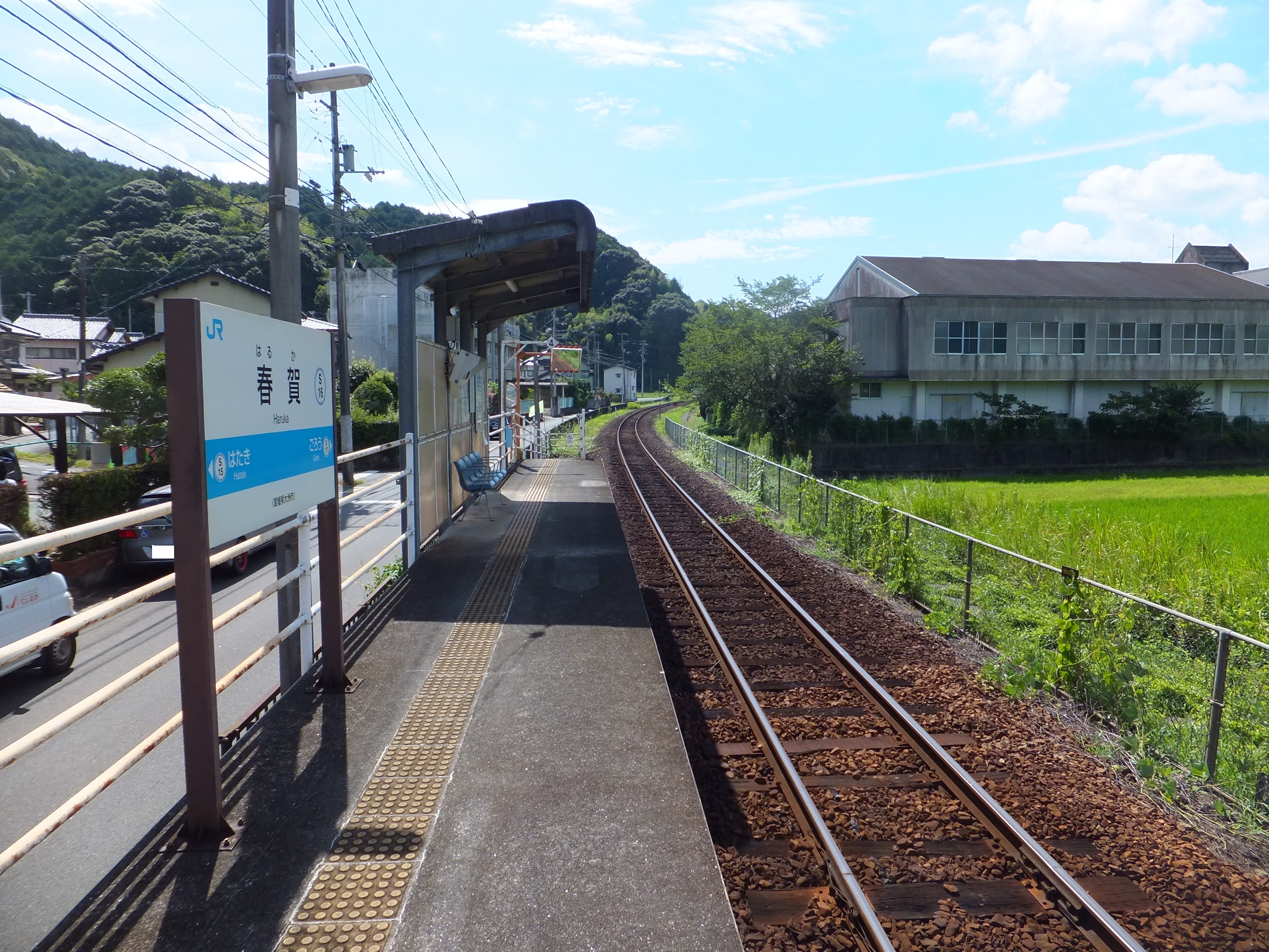
Estación Haruka, año 2020

La estación Haruka (春賀駅 Haruka-eki?) es una estación de la línea Yosan de la Japan Railways que se encuentra en la ciudad de Ōzu de la prefectura de Ehime. El código de estación es el "S16".

## Estación de pasajeros
Cuenta con una plataforma, la cual posee un único andén (andén 1). Es una estación que no cuenta con personal ni máquina expendedora de boletos.

### Andén
| 1 | ● Línea Yosan | Hacia Nagahama, Iyo, Matsuyama, Hojo, Imabari, Nyugawa y Saijō (solo servicios comunes) |
| 1 | ● Línea Yosan | Hacia Oozu, Yawatahama y Uwajima (solo servicios comunes)                               |

## Historia
- 1961: el 20 de octubre es inaugurada como una estación de la línea Principal Yosan (予讃本線 Yosan-honsen?).
- 1986: el 3 de marzo se inaugura el nuevo ramal entre las estaciones Mukaibara y Uchiko, en consecuencia los servicios rápidos dejan de circular por la estación.
- 1987: el 1° de abril pasa a ser una estación de la división Ferrocarriles de Pasajeros de Shikoku de la Japan Railways.
- 1988: en junio la línea Principal Yosan vuelve a ser simplemente línea Yosan.

## Estación anterior y posterior
- Línea Yosan 
  - Estación Hataki (S15) << Estación Haruka (S16) >> Estación Gorō (S17)